# サン・ロマーノ・イン・ガルファニャーナ
サン・ロマーノ・イン・ガルファニャーナ（伊: San Romano in Garfagnana）は、イタリア共和国トスカーナ州ルッカ県にある、人口約1,300人の基礎自治体（コムーネ）。

## 地理

### 位置・広がり
ルッカ県北部、ガルファニャーナ地方 (it:Garfagnana) のコムーネ。

#### 隣接コムーネ
隣接するコムーネは以下の通り。
- カンポルジャーノ
- ピアッツァ・アル・セルキオ
- ピエーヴェ・フォシャーナ
- シッラーノ・ジュンクニャーノ
- ヴィッラ・コッレマンディーナ

### 気候分類・地震分類
サン・ロマーノ・イン・ガルファニャーナにおけるイタリアの気候分類 (it) および度日は、zona E, 2805 GGである。
また、イタリアの地震リスク階級 (it) では、zona 2 (sismicità media) に分類される。

## 行政

### 分離集落
サン・ロマーノ・イン・ガルファニャーナには以下の分離集落（フラツィオーネ）がある。
- Caprignana, Naggio, Orzaglia, Sillicagnana, Verrucole, Vibbiana, Villetta